# Dissotis louisii
Dissotis louisii är en tvåhjärtbladig växtart som beskrevs av Jacq.-fel.. Dissotis louisii ingår i släktet Dissotis och familjen Melastomataceae. Inga underarter finns listade i Catalogue of Life.